# NGC 1972
NGC 1972 (другое обозначение — ESO 56-SC129) — рассеянное скопление в созвездии Золотая Рыба.
Этот объект входит в число перечисленных в оригинальной редакции «Нового общего каталога».
Составляет гравитационно-связанную пару со скоплением NGC 1971, оба скопления находятся в ассоциации LH 59. Также членом системы может быть скопление NGC 1969. Все три скопления молодые (40-70 миллионов лет) и, возможно, образовались из одного гигантского молекулярного облака.